# U2
 Denne artikel omhandler rockbandet U2. Opslagsordet har også en anden betydning, se U2 (flertydig).
U2 er en irsk rockgruppe fra Dublin, der blev dannet i 1976 under navnet "Feedback". I 1977 ændredes navnet til "The Hype" og i 1978 til U2. Bandet består af:
Bono (Paul David Hewson) som forsanger og som nogle gange spiller på guitar, bl.a. i U2's sang One. Bono er meget politisk engageret, og det har præget bandet.
The Edge (David Howell Evans) er bandets guitarrist, men han spiller ofte også på klaver. Derudover synger han også tit med på sangene.
Adam Clayton er bandets bassist og spiller guitar i sangen "40", hvor Edge og Adam bytter roller.
Larry Mullen Jr. spiller på trommer. Han var med til at starte bandet, da han søgte medlemmer til et band, The Larry Mullen Band, som nu er U2. Han har sunget med på en sang, "Numb", hvor Edge er forsanger, og Bono og Larry synger kor.
I september 2014 udgav U2 i samarbejde med Apple albummet "Songs of Innocence", som alle brugere af musikprogrammet iTunes fik gratis. I første omgang kunne albummet ikke slettes fra brugernes musikbibliotek igen, men efter mange henvendelser gav Apple efter og gjorde det muligt at fjerne det.
Gruppen er politisk engageret i bl.a. menneskerettighedsemner og har spillet til "Live Aid", og "Stop Sellafield Concert".
Flere af U2s sange er religiøst prægede, og sangene er blevet brugt til gudstjenester i den danske folkekirke..

## Diskografi
- Boy, 1980
- October, 1981
- War, 1983, 2008
- Under a Blood Red Sky, 1983, live
- The Unforgettable Fire, 1984
- Wide Awake in America, 1985, live/EP
- The Joshua Tree, 1987 – produceret af Daniel Lanois og Brian Eno
- Rattle and Hum, 1988
- Achtung Baby, 1991 – produceret af Daniel Lanois, Brian Eno og Flood
- Zooropa, 1993 – produceret af Brian Eno, The Edge og Flood
- The Passengers – Original Soundtracks 1, 1995 – Et Brian Eno projekt hvor U2 medvirker i en meget stor del
- Pop, 1997 – produceret af Flood, Steve Osborne og Howie B
- The Best of 1980-1990, 1998
- The Million Dollar Hotel, 2000, soundtrack til Wim Wenders' film efter en idé af Bono
- All That You Can't Leave Behind, 2000
- The Best of 1990-2000, 2002
- How to Dismantle an Atomic Bomb, 2004
- U218 Singles, 2006
- No Line on the Horizon, 2009
- Songs of Innocence, 2014
- Songs of Experience, 2017
- Songs of Surrender, 2023

## Tourneer
1970 – 1980
- The Early Days (1976 – 1979)
  1.  11 O'Clock Tick Tock (UK / IE)

1980 – 1990
- Boy Tour (1980 – 1981)
  1.  North America / Europe
- October Tour (1981 – 1982)
  1.  America
- European Dates + Festivals (1982)
- Pre-War (1982)
- War Tour (1983)
  1.  North America / European Festivals / Japan
- Under Australian Skie / Australia + New Zealand (1984)
- The Unforgettable Fire Tour (1984 – 1985)
  1.  North America
- Festival tour (1986)
- A Conspiracy of Home Amnesty International's A Conspiracy of Hope (1986)
- The Joshua Tree Tour (1987)
  1.  North America
- Love Comes to Town / LoveTown tour (1988 – 1990)
  1.  Europe

1990 – 2000
- ZOOTV tour (1992 – 1993)
  1.  ZOOmerang: New ZOOland / Australasia / New Zealand tour
- PopMart tour (1997 – 1998)
  1.  South America / South Africa / Australia

2000 – 2010
- A.T.Y.C.L.B. – Promo tour (2000)
- Elevation tour (2001)
  1.  North America
- H.T.D.A.A.B. – Promo tour (2004)
- Vertigo Tour (2005 – 2006)
  1.  World
- N.L.O.T.H. – Promo tour (2009)
- U2360o (2009 – 2011)
  1.  North America

2017
- The Joshua Tree Tour 2017
  1. North America
  2. South America
  3. Europe

## Koncerter i Danmark
- Roskilde Festival, 2. juli 1982
- Falkoner Teatret, 14. december 1982
- Gentofte Stadion, 27. juli 1993
- Parken, København, 4. august 1997
- Forum, København, 6. juli 2001
- Forum, København, 7. juli 2001
- Parken, København, 31. juli 2005
- Casa Arena Horsens, Horsens, 15. august 2010
- Casa Arena Horsens, Horsens, 16. august 2010
- Royal Arena, København, 27. september 2018

## Bøger
- McCormick, Neil (2006). U2 om U2. Ekstra Bladets Forlag. ISBN 87-7731-208-2.
- Fallon,B. P. (1994). U2 - faraway so close. Politisk revy. ISBN 87-7378-128-2.
- Assayas, Michka (2006). BONO - I samtale med Michka Assayas. Scandinavia. ISBN 87-7247-956-6. (Handler primært om Bono, men også en del om U2)

## Kampagnearbejde
Nogle menneskerettighedssager som U2 støtter:
- Amnesty International
- Greenpeace
- africanwellfund.org
- DATA (Debt, AIDS, Trade in Africa)
- Chernobyl Children's Project